# NGC 6899
NGC 6899 ist eine Balken-Spiralgalaxie vom Hubble-Typ SBbc? im Sternbild Teleskop am Südsternhimmel. Sie ist schätzungsweise 254 Millionen Lichtjahre von der Milchstraße entfernt und hat einen Durchmesser von etwa 130.000 Lichtjahren.
Das Objekt wurde am 24. Juli 1835 von John Herschel entdeckt.